# 록스타 빈
록스타 빈(영어: Rockstar Vienna)은 과거의 록스타 게임스의 스튜디오 중 하나로, 오스트리아 빈에 위치해 있었다.

## 개발한 게임

### Neo Software
- 맥스 페인 (비디오 게임)

### 록스타 빈
- 맥스 페인 2: 맥스 페인의 몰락
- 그랜드 테프트 오토 III
- 그랜드 테프트 오토: 바이스 시티
- 맨헌트 2